# Шушаріна (Шадрінський район)
Шуша́ріна (рос. Шушарина) — присілок у складі Шадрінського району Курганської області, Росія. Входить до складу Маслянської сільської ради.
Населення — 21 особа (2010, 21 у 2002).
Національний склад станом на 2002 рік: росіяни — 100 %.